# Muguthihalli, Tiptur
Muguthihalli là một làng thuộc tehsil Tiptur, huyện Tumkur, bang Karnataka, Ấn Độ.